# Tobias Raschl
Tobias Raschl, né le 21 février 2000 à Düsseldorf en Allemagne, est un footballeur allemand qui évolue au poste de milieu défensif au FC Kaiserslautern.

## Biographie

### En club
Né à Düsseldorf en Allemagne, Tobias Raschl est formé par le Borussia Mönchengladbach et le Fortuna Düsseldorf avant de rejoindre en 2015 le Borussia Dortmund. Avec l'équipe U19 du club il officie comme capitaine et est sacré champion d'Allemagne de la catégorie lors de la saison 2018-2019. Il est alors perçu comme l'un des grands talents du club. Le 6 mars 2019 il signe son premier contrat professionnel avec son club formateur.
Tobias Raschl joue son premier match en professionnel le 27 juin 2020, contre le TSG 1899 Hoffenheim lors de la dernière journée de la saison 2019-2020 de Bundesliga. Il entre en jeu et son équipe s'incline lourdement par quatre buts à zéro.
N'étant pas parvenu à se faire une place en équipe première où la concurrence était trop forte au milieu de terrain, Tobias Raschl quitte le club le 31 janvier 2022, à six mois de la fin de son contrat, et s'engage en faveur de Greuther Fürth. Il signe un contrat courant jusqu'en juin 2024. Il joue son premier match sous ses nouvelles couleurs le 6 février 2022, à l'occasion d'un match de Bundesliga contre le VfL Wolfsburg. Il entre en jeu à la place de Max Christiansen et son équipe s'incline par quatre buts à un.
Le 26 juin 2023, Tobias Raschl s'engage en faveur du FC Kaiserslautern, après seulement une saison et demie à Greuther Fürth,.
Raschl marque son premier but pour le FC Kaiserslautern le 24 septembre 2023 face au FC Hansa Rostock, en championnat. Titulaire, il ouvre le score après seulement trois minutes de jeu, et participe à la victoire de son équipe.

### En sélection
Avec l'équipe d'Allemagne des moins de 19 ans, Tobias Raschl ne joue qu'un seul match, le 10 septembre 2018 contre la Slovaquie. Il entre en jeu et son équipe s'impose par deux buts à un.